# Third Connecticut Lake
Der Third Connecticut Lake (übers.: Dritter Connecticutsee) ist ein See am Oberlauf des Connecticut Rivers. Er war historisch als Lake St. Sophia bekannt und liegt im Norden von New Hampshire, einem der Neuenglandstaaten der USA, in der Gemeinde Pittsburg innerhalb der Connecticut Lakes Natural Area. Von den vier Seen gleichen, nur durch die Nummerierung unterschiedenen Namens ist er der zweite in Fließrichtung. Gegen letztere erfolgt die Zählung der Seen. Der Connecticut ist einziger Zu- und Abfluss. Bei einer Fläche von 231 Acres hat der See eine durchschnittliche von ca. 13 und eine maximale Tiefe von 31 Metern. Das Gewässer ist oligotroph, zu den vorkommenden Fischarten gehören Regenbogenforelle und Amerikanische Seesaibling sowie Quappe. An seinem Ostufer verläuft die US-3 zur nördlich der Seen verlaufenden kanadischen Grenze. Von der Straße aus ist der See mit tragbaren Booten erreichbar.